# Хафса-хатун
Хафса́ (Хафизе́)-хату́н (тур. Hafsa Hatun, осман.  حفصہ خاتون‎) (до 1380 года, Сельчук — после 1403, Бурса) — жена османского султана Баязида I.

## Биография
Хафса-хатун родилась в семье Фахреддина Исы-бея, последнего бея Айдыногуллары. Она вышла замуж за султана Баязида в 1391 году после того, как он завоевал Айдыногуллары; детей у них не было.
На территории отцовского бейлика находятся благотворительные постройки Хафсы, которые, возможно, были возведены ещё до её замужества. Как жена султана, Хафса занималась благотворительностью. В частности, ею был построен фонтан в городе Тире, обитель отшельников в Бадемие и мечеть Хафсы-хатун.